# Megatron (motor)
Megatron foi um motor de Fórmula 1, fornecido para a equipe Arrows nas temporadas de 1987 e 1988, assim como para a Ligier em 1987. Na realidade, este propulsor se tratava do antigo motor de 4 cilindros em linha com turbocompressor desenvolvido pela BMW que passou a ser fornecido pela USF&G após esta empresa adquirir o estoque restante de motores de Fórmula 1 da montadora alemã.

## História
No final da temporada de 1986, a BMW anunciou que se retiraria da Fórmula 1 no final de 1987, e, que permanecesse fornecendo exclusivamente para a equipe Brabham em 1987.
A equipe Arrows, no entanto, ainda estava interessada em usar a versão M12/13 do motor BMW e conseguiu que seu patrocinador, a USF&G — uma seguradora estadunidense —, financiasse uma operação de compra e preparação dos motores e negociou um acordo para continuar a usar os propulsores BMW sob o nome de sua subsidiária Megatron, Inc., fundada pelo aficionado de Fórmula 1 de longa data John J. Schmidt.
A Ligier, que também não tinha motor, convenceu-os a vendê-los para ela também. Embora fossem ineficazes na Ligier, que os usou apenas em 1987, os motores Megatron fizeram parte da temporada de maior sucesso da Arrows em 1988, quando terminaram em quinto no Campeonato Mundial de Construtores e empatado em pontos com o quarto colocado.
A operação foi encerrada quando os motores turbocompressores foram proibidos para a temporada de 1989. Na temporada final para os turbos, a Arrows era uma das seis únicas equipes ainda com motores turbo e a única a usar o antigo motor BMW. Durante a temporada de 1988, os motores Megatron foram os turbos mais antigos ainda em uso na Fórmula 1 que remontavam a 1982 (a Ferrari, que usava turbos desde 1981, havia introduzido um motor completamente novo a partir de 1987).

## Fornecimento de motores
| Ano  | Equipe | Motor                   |
| ---- | ------ | ----------------------- |
| 1987 | Arrows | Megatron M12/13 1.5 L4t |
| 1987 | Ligier | Megatron M12/13 1.5 L4t |
| 1988 | Arrows | Megatron M12/13 1.5 L4t |